# Grappenhall and Thelwall
Grappenhall and Thelwall är en civil parish i kommunen Borough of Warrington i Storbritannien. Den ligger i grevskapet Cheshire och riksdelen England, i den centrala delen av landet, 260 km nordväst om huvudstaden London.